# Aspilota acutistigma
Aspilota acutistigma är en stekelart som beskrevs av Fischer 1969. Aspilota acutistigma ingår i släktet Aspilota och familjen bracksteklar. Inga underarter finns listade.